# シールドマシン

シールドマシン後部。2008年6月、建設中の大橋ジャンクショントンネル部のもの。

シールドマシン (Shield Machine) は、シールド工法で用いられる掘削機。地盤を横に掘り進むことができ、道路、鉄道、地下鉄、上下水道トンネル等の掘削に利用される。単にシールドとも呼称される。
日本国外ではトンネルボーリングマシン (TBM) の一種として分類されている。

## 概要

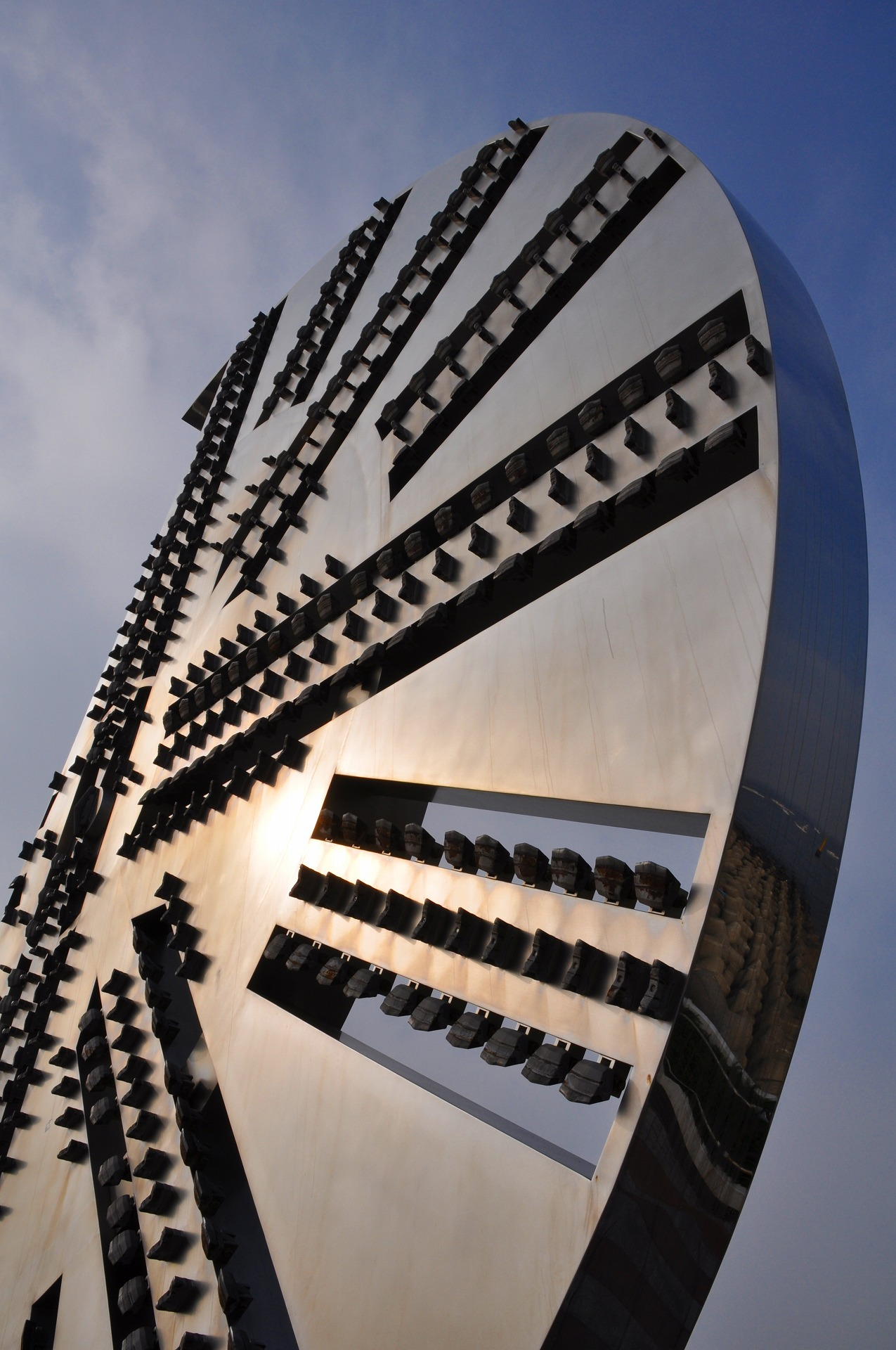
海ほたるパーキングエリアに展示されているカッターフェイスの巨大モニュメント

### 施工方法（シールドトンネル）
シールドマシンは、地中内で水平方向に、前方の土砂を削り、後方に土を送り、崩れないように同時にトンネルの壁（セグメント）を組み立てる機械である。
円筒状が多く、建設するトンネルの形状に合わせて製造される。また、現場の地質などに合わせて作成される特注の機械であり、工事終了後は脇に埋め込まれる・解体される・（外殻部分は）トンネルの外壁の一部として利用される、といった扱いが多いが、記念のオブジェ等として展示されたり、稀に再利用されることもある。外殻がトンネルの外壁の一部として利用されたものは、利用者が容易に目にすることができる場所にあることもある。
進行方向側がトンネルの切羽（掘削面）であるわけだが、機械掘り式の場合は、そこに おろし器のような細かい刃（カッタービットないし単にビットと呼ばれる）が円周状・放射状に設置された、カッターヘッドという回転する面板があり、それを押し付けることでトンネルを1日10メートルほど掘削する。騒音とは無縁の場所では、24時間駆動する。
カッタービットは、常に土を掘り分け硬い石を削る過酷な部品であるため、工具鋼、超硬合金や焼結タングステンカーバイドなどの強靭な素材でできている。またマシン本体の外殻は、内部でトンネルが構築されるまでの間、周囲の土圧・地下水圧に耐える役割を果たす。
鉄道総合技術研究所では日本最古のシールドの一部を展示している。

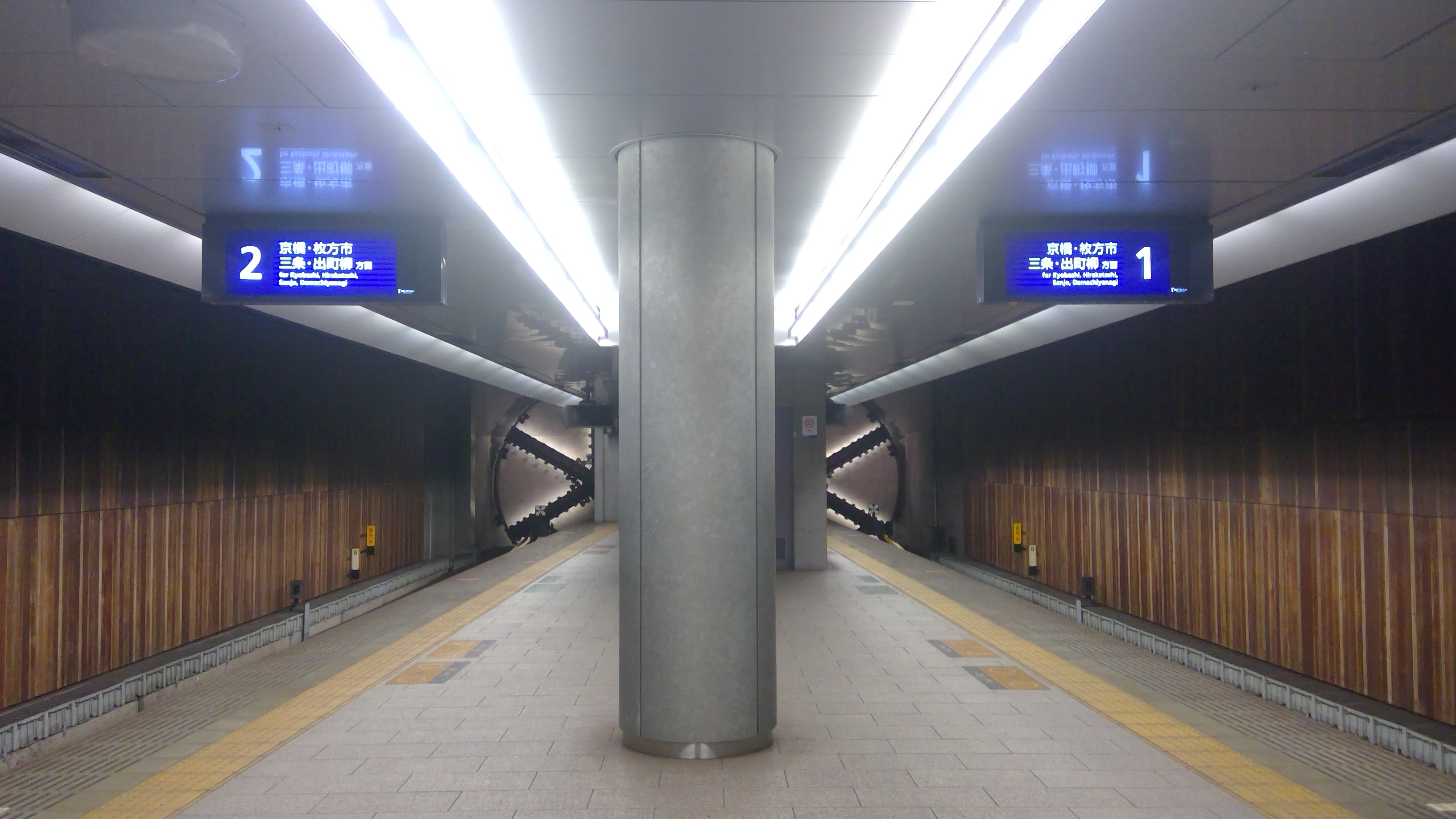
中之島駅の終端部
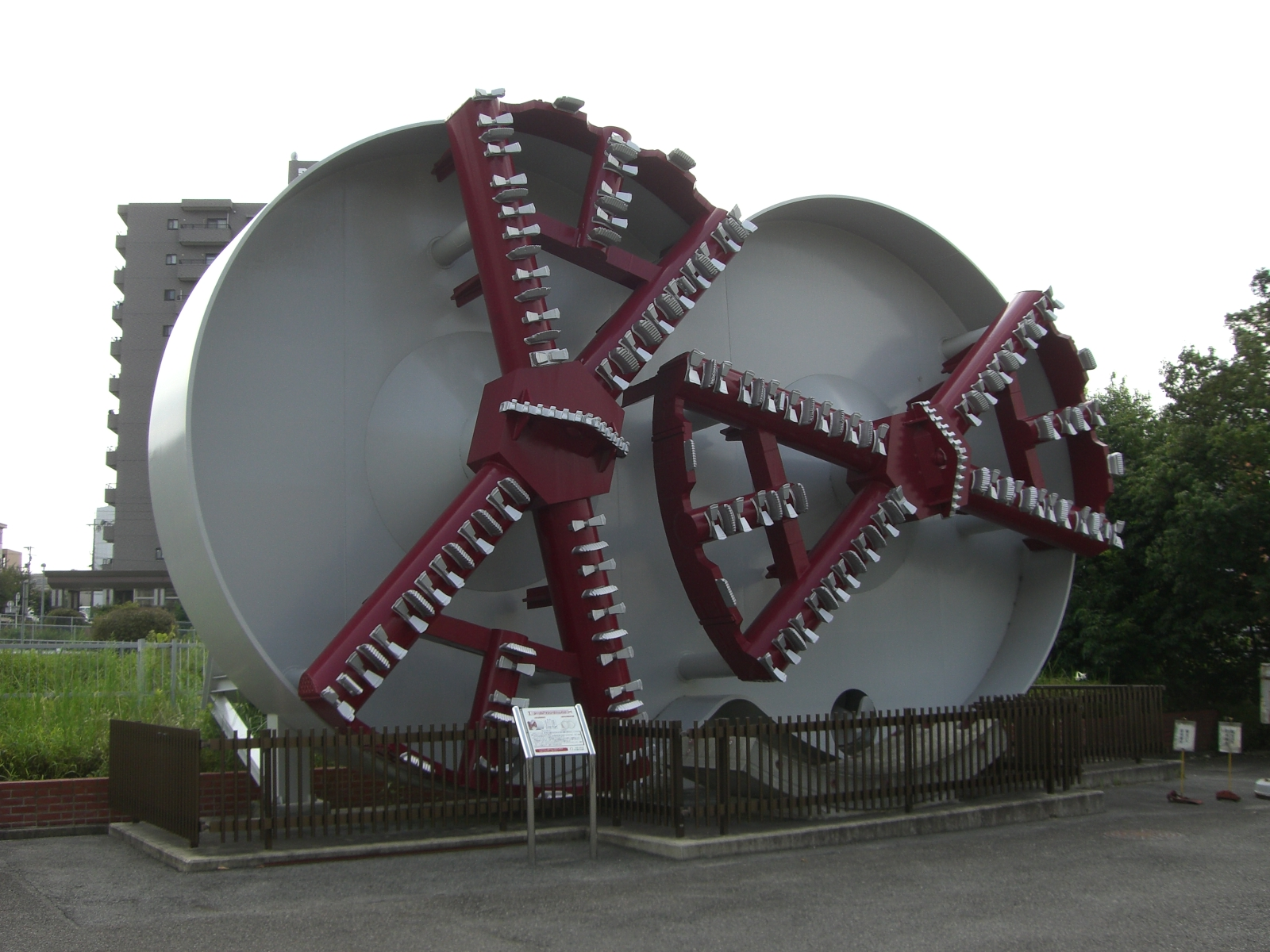
名古屋市交通局日進工場に保存されているシールドマシン
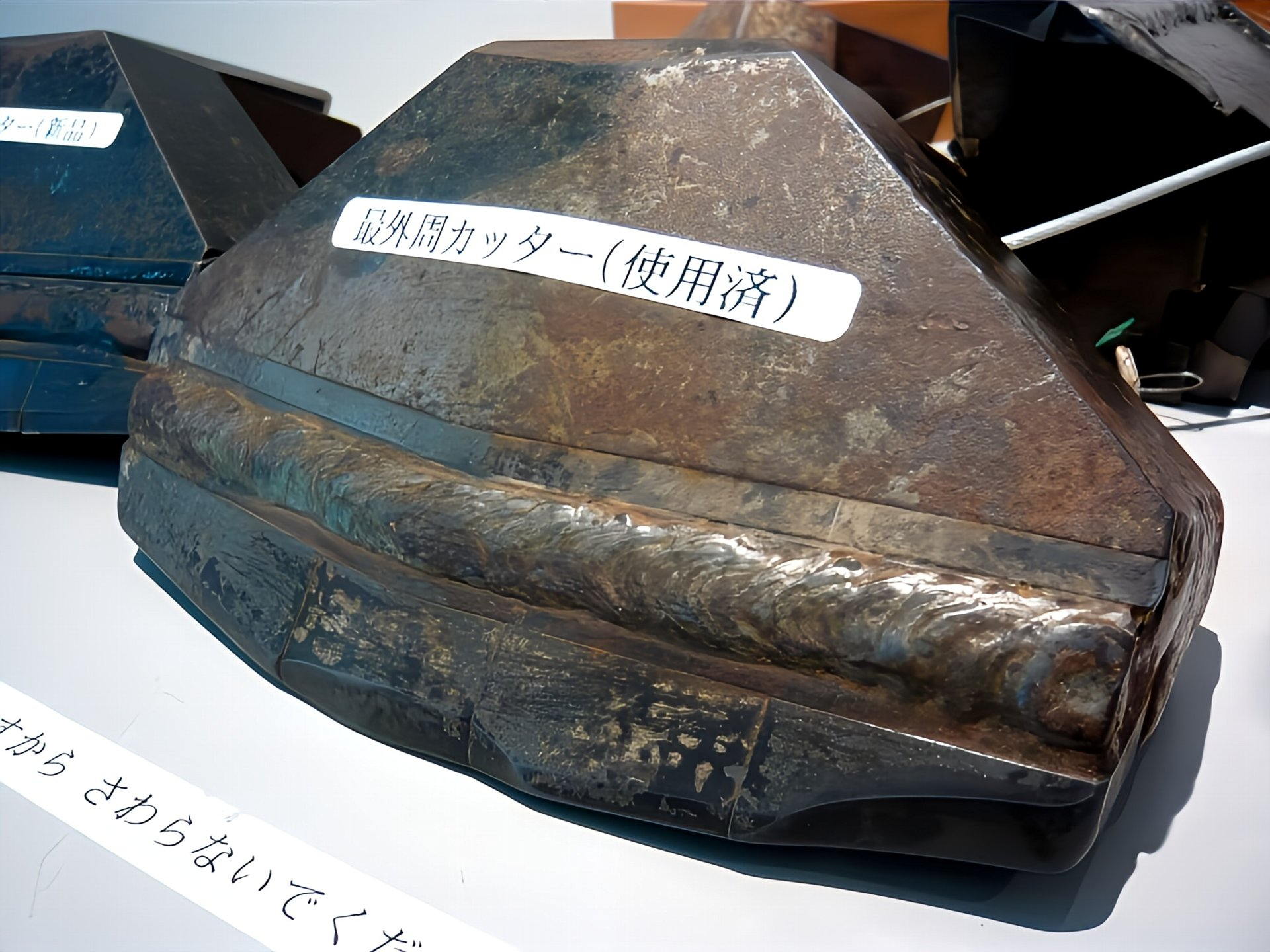
最外周カッタービット・使用済み(首都圏外郭放水路・龍Q館展示)
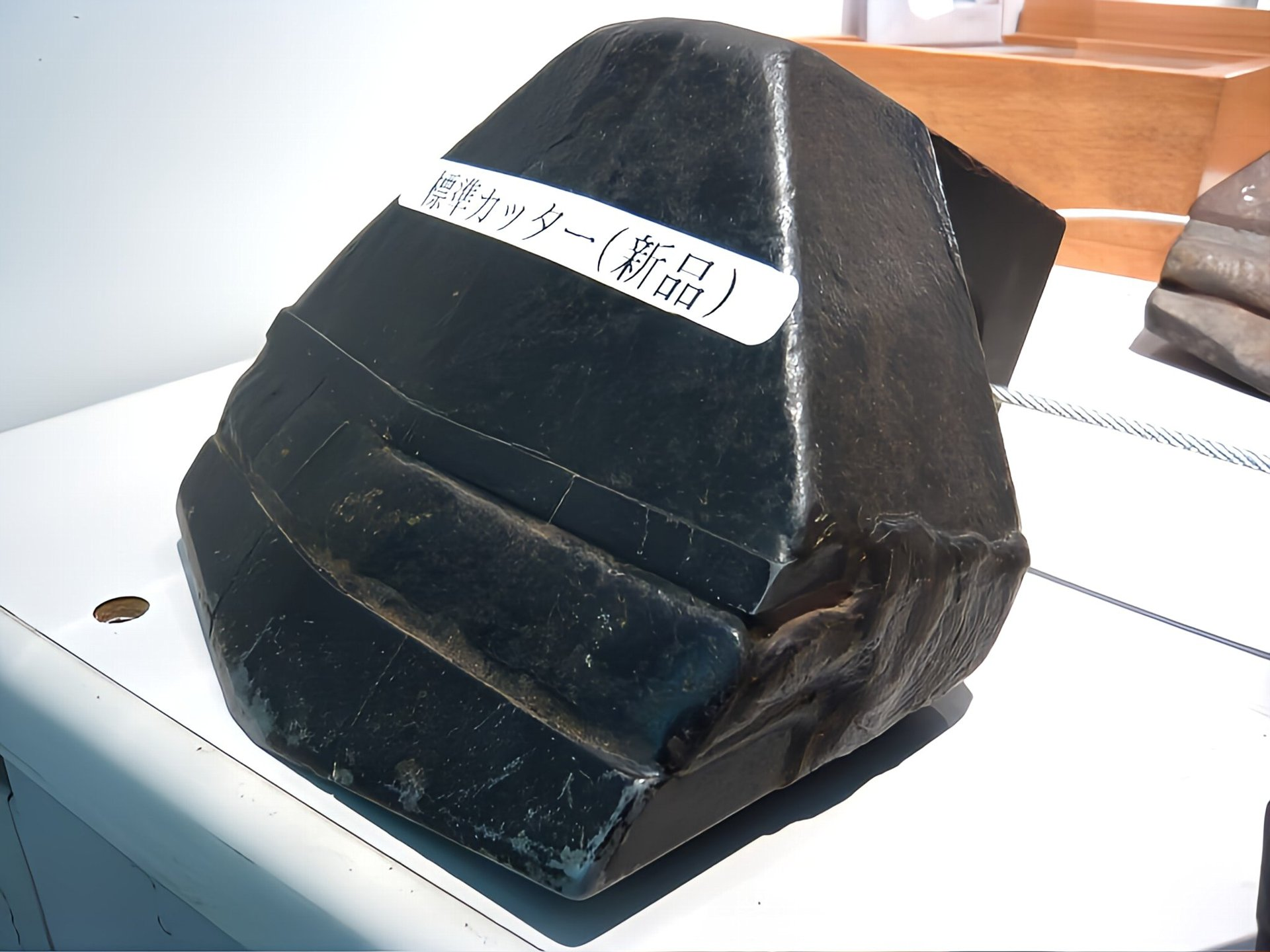
標準カッタービット・新品(首都圏外郭放水路・龍Q館展示)

## シールドマシンの種類

### 開放型シールド
初期の開放型シールド機では、地山の崩壊を防ぐために圧気工法の使用が不可欠であり（大気圧では崩落の危険性が高い）、軟弱地盤や地下水位の高い場所では、地上への影響や出水を防ぐため、薬液注入工法や地下水位低下工法（ディープウェル工法、パイロットトンネル）などが補助工法として使用される。現在は安全性の高い密閉型シールドの発達で、開放型シールドの採用はほとんどない。

#### 手掘り式シールド
初期のシールドマシンは、機械カッターが掘り進めるものではなく作業員が人力で掘り進める「手掘り式シールド機」であった。例として、営団地下鉄東西線（当時）門前仲町 - 東陽町間の建設では、各シールドマシン内に作業員および技術員15人が入って、3年をかけて828.8メートルまたは941.8メートルの施工区間を掘り進めた。
日本では、1917年に羽越本線折渡トンネルの一部区間で単線シールド機械が採用された（シールド施工延長176.5メートル）。当初、山岳工法で掘削していたが、途中で軟弱層にあたったことからシールド工法が使用されたものである。当時は盾構（シールドを意味する）と呼ばれ、不良地盤とシールドジャッキの性能不足から工事は難航したとされている。1936年には海底鉄道トンネルである関門鉄道トンネルでも採用された。関門鉄道トンネルでは、地質の悪い九州側で使用され（シールド施工延長 上り線405.0メートル、下り線725.8メートル）、補助工法には圧気工法が使用された。
戦後は、1953年に関門国道トンネルの下関側の一部（シールド施工延長 269.6メートル）でルーフシールド工法を、営団地下鉄丸ノ内線国会議事堂前駅付近（シールド施工延長231.1メートル）で同じくルーフシールド工法が使用された。ルーフシールド工法では、トンネル断面が半円形で、一般的なセグメントブロックは使用せず、現場でコンクリートを打設した特異な方法であり、採用はこの2例にとどまった。

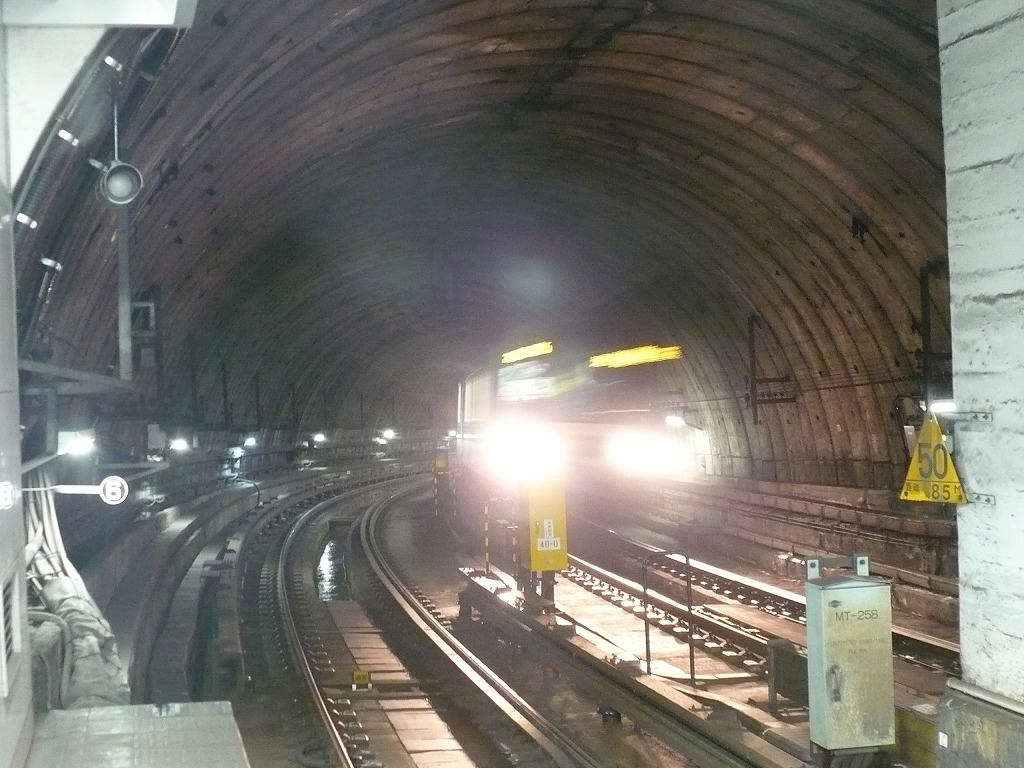
東京メトロ丸ノ内線の霞ケ関駅の、日本の地下鉄で初のシールドトンネル
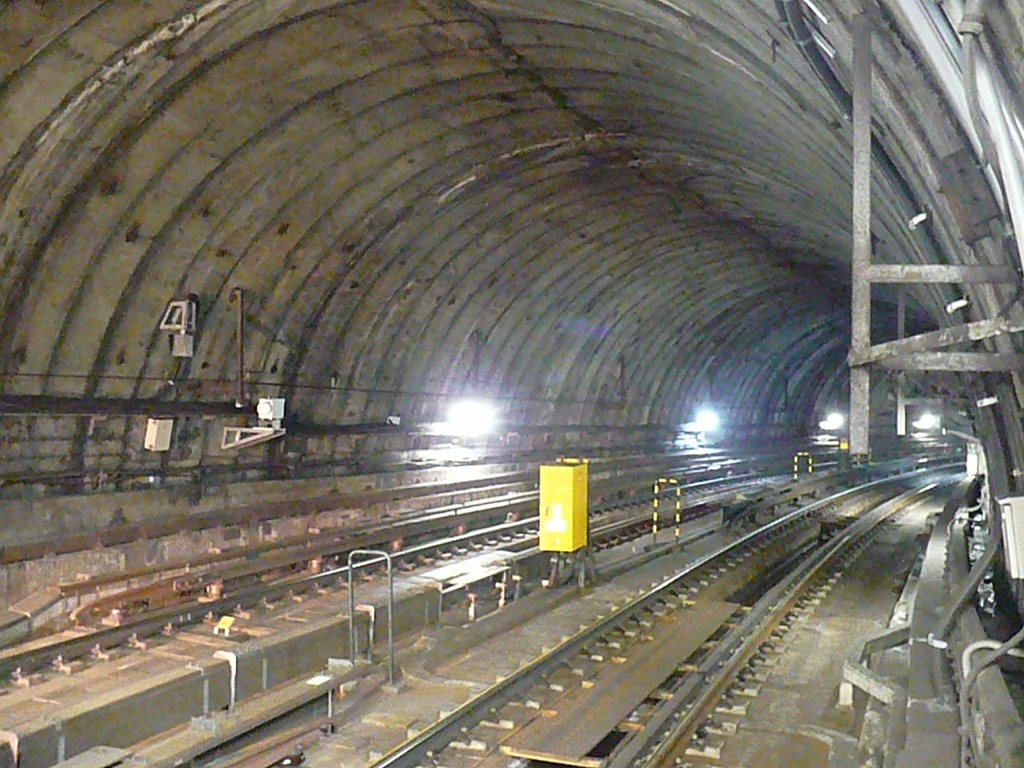
左に同じ。半円形のアーチを描いたルーフシールドトンネルである。

戦後の本格的なシールド工法の採用は、1960年の名古屋市営地下鉄（名古屋市交通局）東山線池下 - 覚王山間の覚王山トンネルである（シールド施工延長356.7メートル、387.8メートル）。日本国内の地下鉄工事（都市鉄道）で初めて円形断面のシールド工法（シールド機外径6.57メートル、単線シールド）が使用され、セグメントには後に一般的となる鉄筋コンクリ―ト製が使用された。日本のシールドトンネル技術の基礎になった。

#### 半機械掘り式シールド
掘削作業の一部を機械化したものが、「半機械掘り式シールド機」である。セミメカニカルシールドとも呼ばれる。1960年代後半には使用されていたが、当時は手掘り式との定義が曖昧であったとされている。
手掘り式シールド機の切羽（掘削面）に機械式の掘削機を取り付けたものであり、掘削並びに「ずり」（掘削土砂）積み込み併用機と掘削専用機（ブレーカ式）に分けられるが、併用機の方が割合は多かった。機構的にバケット式（油圧ショベル式、バックホー）、回転カッター式（ドラムカッター、ブームカッター）がある。ただし、工法的には手掘り式シールドの延長と言えるものであった。

#### 機械掘り式シールド
大阪市水道局の大淀水道管（シールド施工延長227.0メートル）で日本国内では初めて、掘削から土砂の搬出までを機械化した「機械掘り式シールド」が採用された。同時期に大阪市営地下鉄（大阪市交通局・当時）谷町線天満橋 - 谷町四丁目間で、北行線は旧来の手掘り式シールド機械であるが、南行線は日本国内の鉄道で初めて機械掘り式シールド機械が使用された。機械掘り式はカッターヘッドの傾斜により、3方式に分類される。
- 垂直ヘッド
- 芯抜きヘッド
- 傾斜ヘッド　なお、これらに当てはまらない特殊な方式もあった[9]。

#### ブラインドシールド
軟弱地盤層で使用できるものであり、日本国内で開発されたものである。手掘り式シールド機の前面を閉塞し、地質状況に応じた開口部を設け、シールドジャッキを推進させることで、ところてん状に取り込まれる土砂を取り込みながら推進する工法である。

### 密閉型シールド
初期の開放型シールド機では前述した補助工法（圧気工法や地下水位低下工法）が必須であり、より安全性が高く合理的な掘削工法が求められた。このため、1960年代後半から密閉型シールド機の開発・実用化が始まり、現在まで主流となっている。
密閉型シールド機では、切羽（掘削面）の直後に隔壁を設けて坑内と遮断し、カッターヘッド直後のカッターチャンバー内に「泥水」を充満・加圧させて機械掘りを行う泥水式シールドと、カッターチャンバー内に「泥土」を充満・加圧させて機械掘りを行う土圧式シールドがある。坑内は大気圧下で作業が可能であり、安全性の大幅な向上が実現している。

#### 泥水式シールド
1964年に奥村組が泥水式掘削技術を開発し、1965年に推進工法（OCMS工法）として実用化。1968年から営団地下鉄千代田線新御茶ノ水駅付近のパイロットトンネル（地下水位を低下させるため、本線シールドに先行して掘削する水抜き用のトンネル）で実用化。
- 泥水式シールド[12]

#### 土圧式シールド
土圧式は日本国内で実用化したのもので、石川島播磨重工業（現・IHI）が開発したものである。土圧式は様々な方式に分類されている。
泥土圧シールドは様々な地質に使用が可能であり、逆に土圧シールドは使用可能な地質が軟弱地盤の場所などに限られることから、現在はほとんど使用されていない。
- 土圧シールド[13]（1975年 - 、東京都水道局発注の葛飾区水元の配水管工事〈日本国土開発〉で実用化[15]）
  - 土圧シールド
  - 限定圧気式土圧シールド
  - 加水式土圧シールド（土圧バランス形加水式シールド工法）
- 泥土圧シールド[13]（1976年 - 、東京都葛飾区発注の葛飾区青戸の下水道管工事（大豊建設）で実用化[16]）
  - 泥土加圧シールド[17]
  - 高濃度泥水シールド
  - 密閉型加泥シールド
  - 気泡シールド[18]
  - 圧力保持シールド
  - 泥漿式（でいしょうしき）シールド
  - リボンスクリュー式泥漿シールド[19]
  - ケミカルプラグシールド[20]

## 日本メーカー
JIMテクノロジー
- 三菱重工業：2016年10月1日に、子会社の三菱重工メカトロシステムズから、ジャパントンネルシステムズ60 %・三菱重工業40 %出資のJIMテクノロジーに移管。
- ジャパントンネルシステムズ：IHI及びJFEエンジニアリング両社のシールド掘進機事業を統合し2010年1月1日に設立
  - IHI（元・石川島播磨重工業）：ジャパントンネルシステムズに移管
  - JFEエンジニアリング：ジャパントンネルシステムズに移管
- テラテック (Terratec Limited)：2018年、香港 テラテックの株式の 51 %を取得する株式譲渡契約を締結、子会社化

地中空間開発
- 川崎重工業：直径14-16メートルの超大口径を中心に製造
- 日立造船：2002年4月1日に日立建機とシールドマシン設計・製造部門を統合したジオテックマシナリーを設立。さらにニチゾウ桜島製作所、日機装置と合併したHitzマシナリーを経て再度吸収
  - 日立建機：2002年4月1日に日立造船とシールドマシン設計・製造部門を統合したジオテックマシナリーを設立、現在はシールドマシンから撤退

コマツ
カジマメカトロエンジニアリング
- 鹿島建設の100 %子会社

前田製作所
- インフロニア・ホールディングスの100 %子会社

奥村機械製作
- 奥村組の100 %子会社

国土開発工業
- 日本国土開発の100 %子会社

## 欧米メーカー
ロビンス（米：The Robbins Company）
ヘレンクネヒト（独：Herrenknecht AG）

## シールドマシン操作の自動化
シールドマシン操作の自動化技術が開発されてきている。その例には以下がある：
- 大林組の「OGENTS/DRIVE」[21]
- 東急建設の「シールドマシンAI掘進システム」[22]
- 清水建設の「シミズ・シールドAI」[23]